# Eliminatórias da Copa do Mundo FIFA de Futebol Feminino de 2023 – Repescagem intercontinental
Os ‎‎play-offs intercontinentais‎‎ das ‎‎eliminatórias da Copa do Mundo Feminina de 2023‎‎ determinaram as três últimas vagas para a ‎‎Copa do Mundo de Futebol Feminino de 2023‎‎. O torneio de play-off foi usado como um evento de teste para a Nova Zelândia sediar antes da Copa do Mundo de Futebol Feminino. Aconteceu de 17 a 23 de fevereiro ‎‎de 2023 e contou com dez equipes divididas em três grupos, com a vencedora de cada grupo se classificando para a Copa do Mundo Feminina. ‎‎Nova Zelândia e mais uma convidada‎‎ também participaram ‎‎de amistosos contra as equipes‎‎ no Grupo A e no Grupo B do torneio.‎

## Formato
‎Em 24 de dezembro de 2020, a Secretaria do ‎‎Conselho da FIFA‎‎ aprovou a alocação de vagas e o formato do torneio de play-off.‎
- AFC (Ásia): 2 vagas
- CAF (África): 2 vagas
- CONCACAF (América do Norte, Central e Caribe): 2 vagas
- CONMEBOL (América do Sul): 2 vagas
- OFC (Oceania): 1 vaga
- UEFA (Europa): 1 vaga

‎O torneio de play-off foi realizado na Nova Zelândia como um evento de teste antes de sediar a ‎‎Copa do Mundo de Futebol Feminino de 2023‎‎. Contou com dez equipes, divididas em dois grupos de três (Grupo A e B) e um de quatro (Grupo C). O vencedor de cada grupo se classificou para a Copa do Mundo Feminina da FIFA. Quatro equipes foram distribuídas em potes com base no ‎‎Ranking Feminino Mundial da FIFA‎‎, com o Grupo A contendo a cabeça de chave 1, Grupo B contendo a cabeça de chave 2 e Grupo C contendo as cabeças de chave 3 e 4. Nos Grupos A e B, duas equipes não-cabeças de chave se enfrentaram em uma semifinal. O vencedor da semifinal avançou para a final do play-off, para jogar contra a equipe cabeças de chave por uma vaga na Copa do Mundo Feminina. No Grupo C, as duas equipes cabeças de chave enfrentaram um time restante cada nas semifinais. Os vencedores das semifinais se enfrentaram na final do play-off por uma vaga na Copa do Mundo Feminina. ‎
‎A Nova Zelândia e mais uma convidada participaram ‎‎de amistosos‎‎ contra as equipes do Grupo A e do Grupo B, garantindo assim que todas as equipes joguem duas partidas no torneio.‎

## Participantes
| Confederação | Meio de qualificação                                                        | Seleção          |
| ------------ | --------------------------------------------------------------------------- | ---------------- |
| AFC          | 2º lugar nos playoffs da Copa da Ásia de Futebol Feminino de 2022           | Taipé Chinês     |
| AFC          | 3º lugar nos playoffs da Copa da Ásia de Futebol Feminino de 2022           | Tailândia        |
| CAF          | Vencedoras da repescagem do Campeonato Africano de Futebol Feminino de 2022 | Senegal          |
| CAF          | Vencedoras da repescagem do Campeonato Africano de Futebol Feminino de 2022 | Camarões         |
| CONCACAF     | 3º lugar no Grupo A no Campeonato Feminino da CONCACAF de 2022              | Haiti            |
| CONCACAF     | 3º lugar no Grupo B no Campeonato Feminino da CONCACAF de 2022              | Panamá           |
| CONMEBOL     | 4º lugar na Copa América Feminina de 2022                                   | Paraguai         |
| CONMEBOL     | 5º lugar na Copa América Feminina de 2022                                   | Chile            |
| OFC          | Campeã do Campeonato da Oceania de Futebol Feminino de 2022                 | Papua-Nova Guiné |
| UEFA         | Menor ranqueada entre as vencedoras do playoff das eliminatórias da UEFA    | Portugal         |

## Sorteio
‎No sorteio dos play-offs, quatro equipes foram distribuídas em grupos com base no ‎‎Ranking Feminino Mundial da FIFA‎‎, com um máximo de uma equipe por confederação. Equipes da mesma confederação não foram sorteadas para o mesmo grupo. A equipe de maior pontuação foi automaticamente alocada para o ‎‎Grupo A, com a segunda maior pontuação igualmente alocada ao ‎‎Grupo B. As outras duas equipes foram alocadas no ‎‎Grupo C‎‎.
| Cabeças de série                                                 | Não-cabeças de série                                                           |
| ---------------------------------------------------------------- | ------------------------------------------------------------------------------ |
| Portugal (23) Chile (38) Taipé Chinês (40) Papua-Nova Guiné (50) | Tailândia (41) Paraguai (51) Haiti (56) Panamá (57) Camarões (58) Senegal (84) |

## Grupo A

### Chaveamento
|  | Semifinal | Semifinal | Semifinal |  |  | Final | Final    | Final |
|  |           |           |           |  |  |       |          |       |
|  |           |           |           |  |  | A1    | Portugal | 2     |
|  | A2        | Camarões  | 2         |  |  | A2    | Camarões | 1     |
|  | A3        | Tailândia | 0         |  |  |       |          |       |

### Partidas

#### Semifinal
| 18 de fevereiro de 2023 | Camarões         | 2 – 0     | Tailândia | Waikato Stadium, Hamilton                  |
| 19:00 (UTC +13)         | Onguéné 79', 81' | Relatório |           | Público: 1 021 Árbitro: HON Melissa Borjas |

#### Final
| 22 de fevereiro de 2023 | Portugal                          | 2 – 1     | Camarões   | Waikato Stadium, Hamilton                 |
| 19:30 (UTC +13)         | Gomes 22' · C. Costa 90+4' (pen.) | Relatório | Nchout 89' | Público: 1 132 Árbitro: AUS Casey Reibelt |

## Grupo B
|  | Semifinal | Semifinal | Semifinal |  |  | Final | Final | Final |
|  |           |           |           |  |  |       |       |       |
|  |           |           |           |  |  | B1    | Chile | 1     |
|  | B2        | Senegal   | 0         |  |  | B3    | Haiti | 2     |
|  | B3        | Haiti     | 4         |  |  |       |       |       |

### Partidas

#### Semifinal
| 18 de fevereiro de 2023 | Senegal | 0 – 4     | Haiti                                           | North Harbour Stadium, Auckland           |
| 14:00 (UTC +13)         |         | Relatório | K. Louis 45' · Mondésir 55' · Borgella 64', 66' | Público: 925 Árbitro: UKR Kateryna Monzul |

#### Final
| 22 de fevereiro de 2023 | Chile        | 1 – 2     | Haiti                 | North Harbour Stadium, Auckland               |
| 14:00 (UTC +13)         | Rojas 90+11' | Relatório | Dumornay 45+1', 90+8' | Público: 1 157 Árbitro: RWA Salima Mukansanga |

## Grupo C
|  | Semifinais | Semifinais       | Semifinais |        |          | Final    | Final | Final |  |
|  |            |                  |            |        |          |          |       |       |  |
|  | C1         | Taipé Chinês     | 2(2)       |        |          |          |       |       |  |
|  | C1         | Taipé Chinês     | 2(2)       |        |          |          |       |       |  |
|  | C4         | Paraguai         | 2(4)       |        |          |          |       |       |  |
|  | C4         | Paraguai         | 2(4)       |        | Paraguai | Paraguai | 0     |       |  |
|  |            |                  |            |        | Paraguai | Paraguai | 0     |       |  |
|  |            |                  | Panamá     | Panamá | 1        |          |       |       |  |
|  | C2         | Papua-Nova Guiné | Panamá     | Panamá | 1        | 0        |       |       |  |
|  | C2         | Papua-Nova Guiné |            |        |          |          |       |       |  |
|  | C3         | Panamá           | 2          |        |          |          |       |       |  |

### Partidas

#### Semifinal
| 19 de fevereiro de 2023 | Taipé Chinês                     | 2 – 2     | Paraguai                    | Waikato Stadium, Hamilton                   |
| 14:00 (UTC +13)         | Lai Li-chin 21' · Su Sin-yun 75' | Relatório | Quintana 80' · Chamorro 81' | Público: 804 Árbitro: RWA Salima Mukansanga |

|                                                       |       | Penalidades                         |  |
| Lai Li-chin Zhuo Li-ping Lee Hsiu-chin Pao Hsin-hsuan | 2 – 4 | Quintana Gauto M. Martínez Chamorro |  |

| 19 de fevereiro de 2023 | Papua-Nova Guiné | 0 – 2     | Panamá               | North Harbour Stadium, Auckland         |
| 19:00 (UTC +13)         |                  | Relatório | Cox 12' · Tanner 63' | Público: 746 Árbitro: AUS Casey Reibelt |

#### Final
| 23 de fevereiro de 2023 | Paraguai | 0 –1      | Panamá        | Waikato Stadium, Hamilton                 |
| 14:00 (UTC +13)         |          | Relatório | L. Cedeño 75' | Público: 476 Árbitro: UKR Kateryna Konzul |

## Estatísticas

### Artilharia
2 gols
- CMR Gabrielle Onguéné
- HAI Roselord Borgella
- HAI Melchie Dumornay

1 gol
- CMR Ajara Nchout
- CHI María José Rojas
- TPE Lai Li-chin
- TPE Su Sin-yun
- HAI Kethna Louis
- HAI Nérilia Mondésir
- PAN Marta Cox
- PAN Riley Tanner
- PAR Lice Chamorro
- PAR Dulce Quintana
- POR Carole Costa
- POR Diana Gomes

## Equipes classificadas para a Copa do Mundo Feminina
As três seguintes equipes se classificaram para a Copa do Mundo de Futebol Feminino de 2023.
| Equipe   | Classificada em         | Participações anteriores na Copa do Mundo FIFA de Futebol Feminino |
| -------- | ----------------------- | ------------------------------------------------------------------ |
| Haiti    | 22 de fevereiro de 2023 | 0 (estreante)                                                      |
| Portugal | 22 de fevereiro de 2023 | 0 (estreante)                                                      |
| Panamá   | 23 de fevereiro de 2023 | 0 (estreante)                                                      |